# Erythrodolius meticulosus
Erythrodolius meticulosus là một loài tò vò trong họ Ichneumonidae.